# Парламентские выборы в Финляндии (2011)
Выборы в 200-местную Эдускунту Финляндии прошли 17 апреля 2011 года. 31,2 % финских избирателей проголосовали досрочно, с 6 по 12 апреля.
Предвыборные опросы показали, что четыре партии могут рассчитывать на 15 % голосов избирателей и более — либеральная Финляндский центр, консервативная Партия национальной коалиции, Социал-демократическая партия Финляндии и протестная националистическая партия Истинные финны.

## Избирательные округа Финляндии
Территория Финляндии поделена на следующие избирательные округа:

## Результаты выборов
| Партия                                     | Голосов          | Мест | Δ       |
| ------------------------------------------ | ---------------- | ---- | ------- |
| Партия национальной коалиции               | 599 138 (20,4 %) | 44   | ▼ 6     |
| Социал-демократическая партия Финляндии    | 561 558 (19,1 %) | 42   | ▼3      |
| Истинные финны                             | 560 075 (19 %)   | 39   | ▲ 34    |
| Финляндский центр                          | 463 266 (15,8 %) | 35   | ▼ 16    |
| Левый союз                                 | 239 039 (8,1 %)  | 14   | ▼ 3     |
| Зелёный союз                               | 213 172 (7,2 %)  | 10   | ▼ 5     |
| Шведская народная партия                   | 125 785 (4,3 %)  | 9    | ▬       |
| Христианские демократы                     | 118 453 (4 %)    | 6    | ▼ 1     |
| Пиратская партия                           | 15 103 (0,5 %)   | 0    | Впервые |
| Коммунистическая партия Финляндии          | 9232 (0,3 %)     | 0    | ▬       |
| Перемены 2011                              | 7504 (0,3 %)     | 0    | Впервые |
| Партия освобождения — За будущее Финляндии | 4286 (0,2 %)     | 0    | Впервые |
| Партия независимости                       | 3236 (0,1 %)     | 0    | ▬       |
| Партия пенсионеров                         | 3195 (0,1 %)     | 0    | ▬       |
| Рабочая партия Финляндии                   | 1857 (0,1 %)     | 0    | ▬       |
| Коммунистическая рабочая партия            | 1575 (0,1 %)     | 0    | ▬       |
| Партия — за права малоимущих               | 1335 (0,1 %)     | 0    | ▬       |

Ещё один мандат — у кандидата от коалиции нескольких местных партий Аландских островов.